# Nash (Dakota del Nord)
Nash è un census-designated place (CDP) degli Stati Uniti d'America della contea di Walsh nello Stato del Dakota del Nord. La popolazione era di 32 abitanti al censimento del 2010.

## Geografia fisica
Nash è situata a 48°28′14″N 97°30′47″W (48.470556, -97.513056).
Secondo lo United States Census Bureau, la città ha una superficie totale di 2,65 km², dei quali 2,65 km² di territorio e 0 km² di acque interne (0% del totale).

## Storia
La comunità fu fondata nel 1890 come stazione lungo la Great Northern Railroad e intitolata ai fratelli Nash, coloni pionieri dell'area che gestivano un fruttivendolo a Grafton e fondarono quella che oggi è la Nash Finch Company, il terzo più grande grossista alimentare degli Stati Uniti.

## Società

### Evoluzione demografica
Secondo il censimento del 2010, la popolazione era di 32 abitanti.

### Etnie e minoranze straniere
Secondo il censimento del 2010, la composizione etnica del CDP era formata dal 93,75% di bianchi, lo 0% di afroamericani, lo 0% di nativi americani, lo 0% di asiatici, lo 0% di oceanici, il 6,25% di altre razze, e lo 0% di due o più etnie. Ispanici o latinos di qualunque razza erano il 28,13% della popolazione.